# ستيفان إدبرغ
ستيفان إدبرغ (بالسويدية: Stefan Edberg)‏ (مواليد 19 يناير 1966) هو لاعب كرة مضرب سويدي.احترف التنس من 1983 إلى 1996 وأحرز خلالها 41 لقبا منها 6 ألقاب كبرى.

## روابط خارجية
- ستيفان إدبرغ على موقع رابطة محترفي التنس (الإنجليزية)
- ستيفان إدبرغ على موقع الاتحاد الدولي لكرة المضرب (الإنجليزية)
- ستيفان إدبرغ على موقع كأس ديفيز (الإنجليزية)
- ستيفان إدبرغ على موقع قاعة مشاهير كرة المضرب الدولية (الإنجليزية)
- ستيفان إدبرغ على موقع خلاصة التنس.كوم (الإنجليزية)
- ستيفان إدبرغ على موقع اللجنة الأولمبية الدولية (الإنجليزية)
- ستيفان إدبرغ على موقع أوليمبيديا (الإنجليزية)
- ستيفان إدبرغ على موقع اللجنة الأولمبية السويدية (السويدية)